# Жорж Манта
Жорж Манта (фр. Georges Mantha, нар. 29 листопада 1907, Лашин — пом. 25 січня 1990, Монреаль) — канадський хокеїст, що грав на позиції захисника, крайнього нападника.
Володар Кубка Стенлі. Провів понад 500 матчів у Національній хокейній лізі. 
Молодший брат Сільвіо Манта.

## Ігрова кар'єра
Хокейну кар'єру розпочав 1928 року виступами за команду «Монреаль Канадієнс» в НХЛ.
Усю професійну клубну ігрову кар'єру, що тривала 16 років, провів, захищаючи кольори команди «Монреаль Канадієнс».
Загалом провів 531 матч у НХЛ, включаючи 33 гри плей-оф Кубка Стенлі.

## Нагороди та досягнення
- Володар Кубка Стенлі в складі «Монреаль Канадієнс» — 1930, 1931.
- Друга команда всіх зірок АХЛ — 1941.

## Статистика
| Сезон        | Клуб                 | Ліга         | Регулярний сезон | Регулярний сезон | Регулярний сезон | Регулярний сезон | Регулярний сезон | Плей-оф | Плей-оф | Плей-оф | Плей-оф | Плей-оф |
| Сезон        | Клуб                 | Ліга         | І                | Г                | П                | О                | ШХ               | І       | Г       | П       | О       | ШХ      |
| ------------ | -------------------- | ------------ | ---------------- | ---------------- | ---------------- | ---------------- | ---------------- | ------- | ------- | ------- | ------- | ------- |
| 1928–29      | «Монреаль Канадієнс» | НХЛ          | 31               | 0                | 0                | 0                | 8                | 3       | 0       | 0       | 0       | 0       |
| 1929–30      | «Монреаль Канадієнс» | НХЛ          | 44               | 5                | 2                | 7                | 16               | 6       | 0       | 0       | 0       | 8       |
| 1930–31      | «Монреаль Канадієнс» | НХЛ          | 44               | 11               | 6                | 17               | 25               | 10      | 5       | 1       | 6       | 4       |
| 1931–32      | «Монреаль Канадієнс» | НХЛ          | 48               | 1                | 7                | 8                | 8                | 4       | 0       | 0       | 0       | 2       |
| 1932–33      | «Монреаль Канадієнс» | НХЛ          | 43               | 3                | 6                | 9                | 10               | —       | —       | —       | —       | —       |
| 1933–34      | «Монреаль Канадієнс» | НХЛ          | 44               | 6                | 9                | 15               | 12               | —       | —       | —       | —       | —       |
| 1934–35      | «Монреаль Канадієнс» | НХЛ          | 42               | 12               | 10               | 22               | 14               | 2       | 0       | 0       | 0       | 4       |
| 1935–36      | «Монреаль Канадієнс» | НХЛ          | 35               | 1                | 12               | 13               | 14               | —       | —       | —       | —       | —       |
| 1936–37      | «Монреаль Канадієнс» | НХЛ          | 47               | 13               | 14               | 27               | 17               | 5       | 0       | 0       | 0       | 0       |
| 1937–38      | «Монреаль Канадієнс» | НХЛ          | 47               | 23               | 19               | 42               | 12               | 3       | 1       | 0       | 1       | 0       |
| 1938–39      | «Монреаль Канадієнс» | НХЛ          | 25               | 5                | 5                | 10               | 6                | —       | —       | —       | —       | —       |
| 1939–40      | «Монреаль Канадієнс» | НХЛ          | 42               | 9                | 11               | 20               | 6                | —       | —       | —       | —       | —       |
| 1940–41      | «Нью-Гейвен Іглс»    | АХЛ          | 49               | 16               | 15               | 31               | 8                | —       | —       | —       | —       | —       |
| 1940–41      | «Монреаль Канадієнс» | НХЛ          | 6                | 0                | 1                | 1                | 0                | —       | —       | —       | —       | —       |
| 1941–42      | «Вашингтон Лайонс»   | АХЛ          | 50               | 18               | 25               | 43               | 8                | —       | —       | —       | —       | —       |
| 1942–43      | «Вашингтон Лайонс»   | АХЛ          | 19               | 2                | 2                | 4                | 4                | —       | —       | —       | —       | —       |
| Усього в НХЛ | Усього в НХЛ         | Усього в НХЛ | 498              | 89               | 102              | 191              | 148              | 33      | 6       | 1       | 7       | 18      |